# Pavetta angustifolia
Pavetta angustifolia là một loài thực vật có hoa trong họ Thiến thảo. Loài này được (Lam.) Roem. & Schult. mô tả khoa học đầu tiên năm 1818.